# Susan Misner
Susan Misner, detta Susie (Paterson, 8 febbraio 1971), è un'attrice statunitense.

## Biografia
Ha interpretato Grace Davidson nella soap opera Una vita da vivere da marzo a novembre 1999; nel 2002 è apparsa nel film Chicago con Catherine Zeta-Jones, Denise Faye, Deidre Goodwin, Ekaterina Chtchelkanova e Mýa Harrison. Ha fatto la guest star in numerose serie televisive, quali Law & Order: Criminal Intent, Law & Order - Unità vittime speciali, Law & Order - I due volti della giustizia, CSI - Scena del crimine, CSI: Miami e Senza traccia.
Ha inoltre interpretato Theresa nel 2006 e 2007 nella serie Rescue Me, e poi Gretchen Martin nella miniserie del 2007 The Bronx Is Burning. Ha ricoperto il ruolo di Alison Humphrey in numerosi episodi della serie televisiva di The CW Gossip Girl e il sergente Burnett in New Amsterdam nel 2008. Nel 2010, è stata la fidanzata del terapista Paul Weston nella serie televisiva In Treatment. Tra il 2011 e il 2012 è Jessica in Person of Interest.

## Filmografia

### Cinema
- Tutti dicono I Love You (Everyone Says I Love You), regia di Woody Allen (1996)
- Cyber Vengeance, regia di J. Christian Ingvordsen (1997)
- The Fanatical Teachings of Julian Tau, regia di Adam Hammel e Keith J. Knight - cortometraggio (2000)
- Queenie in Love, regia di Amos Kollek (2001)
- Un sogno impossibile (Pipe Dream), regia di John Walsh (2002)
- Chicago, regia di Rob Marshall (2002)
- Tutto può succedere - Something's Gotta Give (Something's Gotta Give), regia di Nancy Meyers (2003)
- The Forgotten, regia di Joseph Ruben (2004)
- Alchemy, regia di Evan Oppenheimer (2005)
- Walking on the Sky, regia di Carl T. Evans (2005)
- Mentor, regia di David Langlitz (2006)
- L'imbroglio - The Hoax (The Hoax), regia di Lasse Hallström (2006)
- Two Weeks, regia di Steve Stockman (2006)
- If I Didn't Care, regia di Ben Cummings e Orson Cummings (2007)
- Stick It in Detroit, regia di Robert Daniel Phelps (2008)
- Eavesdrop, regia di Matthew Miele (2008)
- Jumping In, regia di Madoka Raine - cortometraggio (2008)
- The Drum Beats Twice, regia di Ken Del Vecchio (2008)
- Gigantic, regia di Matt Aselton (2008)
- Once More with Feeling, regia di Jepp Lipsky (2009)
- Cayman Went, regia di Bobby Sheehan (2009)
- Tanner Hall - Storia di un'amicizia (Tanner Hall), regia di Francesca Gregorini e Tatiana von Furstenberg (2009)
- Somebody's Hero, regia di Darin Beckstead (2011)
- Henley, regia di Craig Macneill - cortometraggio (2011)
- Il matrimonio che vorrei (Hope Springs), regia di David Frankel (2012)

### Televisione
- Casa e chiesa (Soul Man) – serie TV, episodio 2x09 (1997)
- Una vita da vivere (One Life to Live) – serial TV (1999)
- Ed – serie TV, episodio 1x05 (2000)
- Sex and the City – serie TV, episodio 4x07 (2001)
- Law & Order: Criminal Intent – serie TV, episodi 1x03-5x05-8x09 (2001-2009)
- CSI - Scena del crimine (CSI: Crime Scene Investigation) – serie TV, episodio 2x23 (2002)
- Law & Order - Unità vittime speciali (Law & Order: Special Victims Unit) – serie TV, episodio 4x07 (2002)
- CSI: Miami – serie TV, episodio 2x21 (2004)
- Senza traccia (Without a Trace) – serie TV, episodi 2x14-3x22 (2004-2005)
- Jonny Zero – serie TV, 6 episodi (2005)
- Starved – serie TV, 4 episodi (2005)
- Night Stalker – serie TV, episodio 1x01-1x02 (2005)
- Conviction – serie TV, episodi 1x12-1x13 (2006)
- Vanished – serie TV, episodi 1x09-1x10 (2006)
- Law & Order - I due volti della giustizia (Law & Order) – serie TV, episodio 17x10 (2006)
- Rescue Me – serie TV, 4 episodi (2006-2007)
- The Kill Point – serie TV, episodio 1x03 (2007)
- The Bronx Is Burning, regia di Jeremiah S. Chechik – miniserie TV, 3 episodi (2007)
- Gossip Girl – serie TV, 4 episodi (2007)
- New Amsterdam – serie TV, 4 episodi (2008)
- Life on Mars – serie TV, episodio 1x03 (2008)
- Fringe – serie TV, episodio 1x09 (2008)
- Royal Pains – serie TV, episodio 1x05 (2009)
- White Collar – serie TV, episodio 1x04 (2009)
- NCIS - Unità anticrimine (NCIS: Naval Criminal Investigative Service) – serie TV, episodio 7x17 (2010)
- In Treatment – serie TV, episodi 3x01-3x10 (2010)
- The Good Wife – serie TV, 4 episodi (2011-2015)
- Person of Interest – serie TV, 5 episodi (2011-2012)
- 40, regia di Julian Farino – film TV (2012)
- I Just Want My Pants Back – serie TV, episodio 1x06 (2012)
- The Following – serie TV, episodio 1x04 (2013)
- Gotham – serie TV, 1 episodio (2014)
- The Americans – serie TV, 38 episodi (2013-2016)
- Billions – serie TV, 16 episodi (2016-2018)
- Shut Eye – serie TV, 10 episodi (2016)
- Fosse/Verdon – miniserie TV, puntata 2 (2019)
- God Friended Me – serie TV, 3 episodi (2019)
- Jack Ryan – serie TV, 6 episodi (2019)
- FBI: Most Wanted - serie TV, 6 episodi (2024-2025)

## Doppiatrici italiane
Nelle versioni in italiano delle opere in cui ha recitato, Susan Misner è stata doppiata da:
- Barbara De Bortoli in Chicago, Night Stalker, Vanished
- Francesca Fiorentini in Law & Order - I due volti della giustizia, Royal Pains, The Blacklist
- Daniela Calò in Law & Order: Criminal Intent (ep. 1x03), Banshee - La città del male
- Emanuela D'Amico in CSI: Miami, Elementary
- Selvaggia Quattrini in Person of Interest, The Good Wife
- Mavi Felli in Tutti dicono I Love You
- Patrizia Mottola in Law & Order: Criminal Intent (ep. 5x05)
- Valentina Pollani in Law & Order: Criminal Intent (ep. 8x09)
- Domitilla D'Amico in Senza traccia (ep. 3x22)
- Roberta Pellini in Gossip Girl
- Stella Musy in Johnny Zero
- Cristiana Lionello in Sex and the City
- Micaela Incitti in White Collar
- Giò Giò Rapattoni in The Americans
- Francesca Manicone in Billions
- Ilaria Latini in Jack Ryan
- Chiara Colizzi in FBI: Most Wanted